# دانشگاه ایالتی وبر
دانشگاه وبر (به انگلیسی: Weber State University) یک دانشگاه عمومی است که در «اوگدن» در محله «وبر» از ایالت «یوتا» قرار دارد. دانشگاه در سال ۱۸۸۹ با نام «آکادمی وبر استک» تأسیس گردید. (نام دانشگاه از نام مؤسس آن «جان هنری وبر» گرفته شد). دانشگاه به صورت مختلط می‌باشد و در رشته‌های هنرهای آزاد و رشته‌های حرفه‌ای، در مقاطع فوق دیپلم، لیسانس و فوق لیسانس ارائه آموزش دارد.
اجازه تأسیس دانشگاه توسط کمیته کالج‌ها و دانشگاه‌های شمال غرب آمریکا صادر شده‌است.
اولین فارغ‌التحصیل در سطح لیسانس دانشگاه، در سال ۱۹۶۴ بود.
در سال ۱۹۹۱ نام دانشگاه به نام فعلی آن تغییر نام یافت.

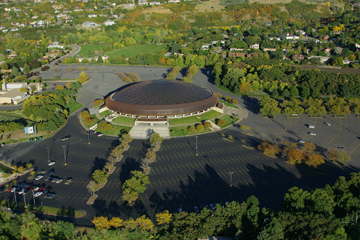
مرکز ورزشی «دی»